# Schoonspringen op de Middellandse Zeespelen 1959
Schoonspringen is een van de sporten die beoefend werden tijdens de Middellandse Zeespelen 1959 in Beiroet, Libanon. Er waren twee onderdelen, alle voor mannen.

## Uitslagen
| Event | Goud          | Goud       | Zilver            | Zilver     | Brons             | Brons      |
| ----- | ------------- | ---------- | ----------------- | ---------- | ----------------- | ---------- |
| Plank | Ali Mohamed   | 420,70 ptn | Lamberto Mari     | 395,90 ptn | François Goosen   | 392,60 ptn |
| Toren | Lamberto Mari | 417,05 ptn | Ali Mohamed Mohib | 395,30 ptn | Moustafa Al Najib | 377,10 ptn |

## Medaillespiegel
| Plaats | Land                          | Goud | Zilver | Brons | Totaal |
| 1      | Verenigde Arabische Republiek | 1    | 1      | 1     | 3      |
| 2      | Italië                        | 1    | 1      | 0     | 2      |
| 3      | Frankrijk                     | 0    | 0      | 1     | 1      |
| Totaal | Totaal                        | 2    | 2      | 2     | 6      |

1955 · 1959 · 1963 · 1975 · 1979 · 1983 · 1987 · 1991
Atletiek · Basketbal · Boksen · Gewichtheffen · Gymnastiek · Paardensport · Schermen · Schietsport · Schoonspringen · Voetbal · Volleybal · Waterpolo · Wielersport · Worstelen · Zeilen · Zwemmen